# عين بسيطة
الزِّئْمُ أو العُيَيْنة أو العين البسيطة أو عوينات أو عوينة جانبية (بالإنكليزية: Ocellus) هي عضو احساس موجود في الغالب في مفصليات الأرجل. تستقبل هذه العوينات الضوء وتستطيع بها التمييز بين الليل والنهار لكنها لا تمكن لها رؤية الأشياء أو حتى رؤية الاتجاه الذي قدم منه الضوء.من الجدير ذكره ان بعض أنواع اليرقات تمتلك على جوانبها مثل هذه العوينات التي تدعى stemma وهو عضو تستخدمه لاكتشاف خطر ما يقترب منها عن طريق تغير درجات الضوء أو لمعرفة تغير الليل من النهار بغرض موائمة التغيرات الهرمونية للجسم.